# قلیج‌خانی
قلیج‌خانی، روستایی از توابع بخش کوزران شهرستان کرمانشاه در استان کرمانشاه ایران است.این روستا در دشت بزرگ سنجابی واقع شده و از قدیمی ترین روستاهای این منطقه ، و همواره محل زندگی بزرگان و خوانین منطقه بوده است. مردم این روستا به دین اسلام و مذهب شیعه اعتقاد دارند همچنین زبان مردم این روستا کردی جنوبی میباشد.

## جمعیت
این روستا در دهستان سنجابی قرار دارد و براساس سرشماری مرکز آمار ایران در سال ۱۳۸۵، جمعیت آن ۲۴۱ نفر (۴۶خانوار) بوده‌است.